# Wiaczesław Pozdniakow
Wiaczesław Władimirowicz Pozdniakow (ros. Вячеслав Владимирович Поздняков; ur. 17 czerwca 1978 w Jarosławiu) – rosyjski szermierz, florecista, brązowy medalista olimpijski.
Podczas igrzysk olimpijskich w Atenach w 2004 roku reprezentacja Rosji w składzie: Rienał Ganiejew, Jurij Mołczan, Rusłan Nasibullin i Wiaczesław Pozdniakow zdobyła brązowy medal w rywalizacji drużynowej. W rywalizacji indywidualnej nie wystartował. 
Nie zdobył medalu na mistrzostwach świata. Zdobył za to dwa drużynowe medale mistrzostw Europy: złoty na mistrzostwach Europy w Kopenhadze w 2004 roku oraz brązowy podczas rozgrywanych rok wcześniej mistrzostw Europy w Bourges w 2003 roku.